# Cliffe
Cliffe is een civil parish in het bestuurlijke gebied Richmondshire, in het Engelse graafschap North Yorkshire met 1447 inwoners.